# 克里斯蒂安·舍夫勒
克里斯蒂安·舍夫勒（德語：Christian Scheffler，1972年3月29日—），德国前男子手球运动员。他曾代表德国国家队参加1996年夏季奥林匹克运动会手球比赛，结果获得第七名。